# Mammillaria heyderi

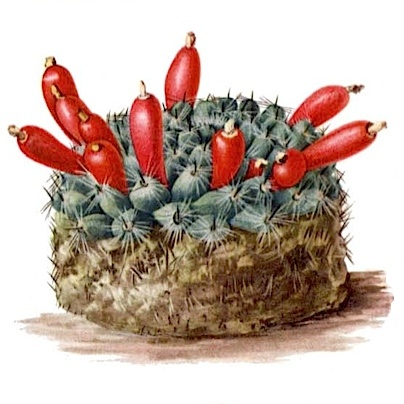
Mammillaria heyderi subsp. gaumeri

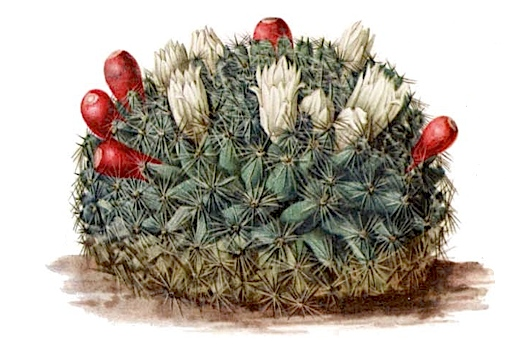
Mammillaria heyderi subsp. hemisphaerica

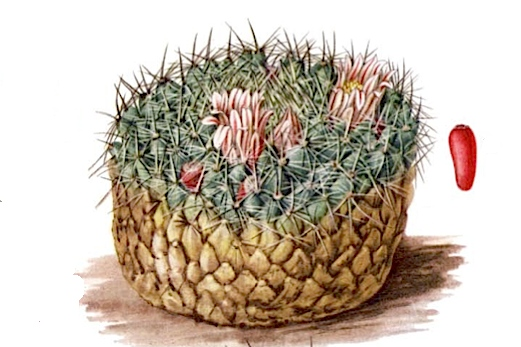
Mammillaria heyderi subsp. heyderi

Mammillaria heyderi ist eine Pflanzenart aus der Gattung Mammillaria in der Familie der Kakteengewächse (Cactaceae). Das Artepitheton heyderi ehrt den deutschen Geheimrat und Kakteenkenner Eduard Heyder (1808–1884) aus Berlin. Englische Trivialnamen sind „Ball Cactus“, „Cream Cactus“, „Cream Pincushion“, „Flat Cream Pincushion“, „Heyder’s Nipple Cactus“, „Heyder’s Pincushion“, „Nipple Cactus“, „Pancake Pincushion“ und „Small-Spined Cream Pincushion“.

## Beschreibung
Mammillaria heyderi wächst einzeln. Die niedergedrückten, kugeligen, grünen Triebe werden bis  zu 5 Zentimeter hoch und 8 bis 12 Zentimeter im Durchmesser groß. Die verlängert pyramidalen oder konisch geformten Warzen enthalten keinen Milchsaft. Die Axillen sind zuerst mit Wolle besetzt, später verkahlend. Die 1 bis 2 Mitteldornen, manchmal auch fehlend, sind abstehend, dunkel hornfarben. Sie werden 0,3 bis 1 Zentimeter lang. Die 6 bis 22 borstenartigen Randdornen sind weiß. Sie werden 0,6 bis 0,8 Zentimeter lang.
Die  Blüten sind sehr unterschiedlich gefärbt. Sie können cremefarben bis rosa oder auch weiß sein. Die Früchte sind rot. Sie enthalten rötlich braune Samen.

## Verbreitung, Systematik und Gefährdung
Mammillaria heyderi ist in den US-Bundesstaaten Arizona und Texas sowie in den nördlichen mexikanischen Bundesstaaten Chihuahua, Coahuila, Durango, Nuevo León, San Luis Potosí, Sonora, Tamaulipas, Veracruz und Zacatecas weit verbreitet.
Die Erstbeschreibung erfolgte 1848 durch Philipp August Friedrich Mühlenpfordt. Nomenklatorische Synonyme sind Cactus heyderi (Muehlenpf.) Kuntze (1891) und Neomammillaria heyderi (Muehlenpf.) Britton & Rose (1923).
Es werden folgende Unterarten unterschieden:
- Mammillaria heyderi subsp. heyderi:
Die Nominatform hat nur einen Mitteldorn. Die Blüten sind cremefarben mit grünlichen oder bräunlichen Mittelstreifen.
- Mammillaria heyderi subsp. gaumeri (Britton & Rose) D.R.Hunt:
Die Erstbeschreibung erfolgte 1923 als Neomammillaria gaumeri durch Nathaniel Lord Britton und Joseph Nelson Rose.[4] David Richard Hunt stellte die Art 1997 als Unterart zu Mammillaria heyderi.[5] Die Unterart hat einen Mitteldorn. Die Blüten sind cremeweiß.
- Mammillaria heyderi subsp. gummifera (Engelm.) D.R.Hunt:
Die Erstbeschreibung erfolgte 1848 als Mammillaria gummifera durch George Engelmann.[6] David Richard Hunt stellte die Art 1997 als Unterart zu Mammillaria heyderi.[5] Die Unterart hat 1 bis 2 Mitteldornen. Die Blüten sind rötlich weiß mit dunkleren Mittelstreifen.
- Mammillaria heyderi subsp. hemisphaerica (Engelm.) D.R.Hunt:
Die Erstbeschreibung erfolgte 1850 als Mammillaria hemisphaerica durch George Engelmann.[7] David Richard Hunt stellte die Art 1997 als Unterart zu Mammillaria heyderi.[5] Die Unterart hat einen Mitteldorn. Die Blüten sind cremefarben bis trübrosa.
- Mammillaria heyderi subsp. macdougalii (Rose ex L.H.Bailey) D.R.Hunt:
Die Erstbeschreibung erfolgte 1916 als Mammillaria macdougalii durch Joseph Nelson Rose.[8] David Richard Hunt stellte die Art 1997 als Unterart zu Mammillaria heyderi.[5] Die Unterart hat 1 bis 2 Mitteldornen. Die Blüten sind cremefarben bis hellgelb.
- Mammillaria heyderi subsp. meiacantha (Engelm.) D.R.Hunt:
Die Erstbeschreibung erfolgte 1856 als Mammillaria meiacantha durch George Engelmann.[9] David Richard Hunt stellte die Art 1997 als Unterart zu Mammillaria heyderi.[5] Die Unterart hat keinen oder einen Mitteldorn. Die Blüten sind rosa oder weiß mit rosa Mittelstreifen.

In der Roten Liste gefährdeter Arten der IUCN wird die Art als „Least Concern (LC)“, d. h. als nicht gefährdet geführt.

## Nachweise